# Cuori di vetro (film)
Cuori di vetro (Not Easily Broken) è un film commedia drammatica statunitense del 2009 diretto da Bill Duke.
Il film è basato sull'omonimo romanzo (Not Easily Broken) di T. D. Jakes.